# فيرينك كوفاتش
فيرينك كوفاتش (بالمجرية: Kovács Ferenc)‏ (7 يناير 1934 ببودابست في المجر - 30 مايو 2018 بسيكشفهيرفار في المجر) هو مدرب كرة قدم ولاعب كرة قدم مجري في مركز الدفاع، شارك في الألعاب الأولمبية الصيفية 1960. وشارك مع منتخب المجر لكرة القدم. أما مع النوادي، فقد لعب مع نادي بودابست.

## وصلات خارجية
- فيرينك كوفاتش على موقع الاتحاد الدولي (مؤرشف)  (الإنجليزية)
- فيرينك كوفاتش على موقع ناشيونال فوتبول تيمز (الإنجليزية)
- فيرينك كوفاتش على موقع اللجنة الأولمبية الدولية (الإنجليزية)
- فيرينك كوفاتش على موقع أوليمبيديا (الإنجليزية)
- فيرينك كوفاتش على موقع اللجنة الأولمبية المجرية (الهنغارية)